# NGC 4990
NGC 4990 (другие обозначения — MCG −1-34-4, MK 1344, IRAS13067-0500, PGC 45608) — линзообразная галактика (S0) в созвездии Дева.
У этой галактики яркое ядро, но оно не относится к активным, а только испытывает вспышку звездообразования.
Этот объект входит в число перечисленных в оригинальной редакции «Нового общего каталога».